# Saranchuký
Saranchuký (ucraniano: Саранчуки́; polaco: Sarańczuki) es un municipio rural de Ucrania, perteneciente al raión de Ternópil en la óblast de Ternópil.
El municipio, con una población total de 6472 habitantes en 2020, incluye tanto el pueblo de Saranchuký (de unos setecientos habitantes) como dieciocho pedanías. El municipio se fundó en 2017 mediante la fusión de los hasta entonces consejos rurales de Saranchuký, Viljovets, Kótiv, Rýbnyky y Trostianets, a los que se sumaron en 2020 los vecinos consejos rurales de Bózhykiv, Litiatyn, Mechýshchiv, Slovyatyn y Shumliany. Además de estos diez pueblos, pertenecen al actual municipio otros nueve: Baznykivka, Volóshchyna, Dibrova, Kvitkové, Kutý, Mólojiv, Nadorózhniv, Nová Hreblia y Chervone.
Se conoce la existencia del pueblo en documentos desde 1399. Se desarrolló como parada de una ruta comercial, por la cual se abastecía a la República de las Dos Naciones de ganado de Moldavia y Pocutia, y sal de los Cárpatos. Llegó a recibir el Derecho de Magdeburgo en algún momento entre 1520 y 1525. Sin embargo, con el tiempo cayó en declive, y pasó a considerarse una aldea dependiente de Trostianets. Antes de la formación del actual municipio en 2017, Saranchuký era la sede de un consejo rural en el raión de Berezhany, que únicamente incluía como pedanía a Baznykivka.
Se ubica a orillas del río Zolota Lipa, unos 10 km al sur de Berezhany.